# Albert Reynolds (giavellottista)
Albert Reynolds (Castries, 28 marzo 1988) è un giavellottista santaluciano.

## Biografia
Cresciuto nel distretto di Babonneau, dove ha frequentato le scuole locali e vinto le competizioni scolastiche, culminando con la vittoria a livello regionale ai Giochi CARIFTA nel 2007. A livello seniores ha fatto il proprio debutto nel 2008 ai Campionati centroamericani e caraibici finendo quinto. Successivamente ha partecipato a numerose competizioni regionali e continentali ed è approdato nel 2019 ai Mondiali di Doha, dopo aver vinto la medaglia di bronzo ai Giochi panamericani del Perù.

## Record nazionali
- Lancio del giavellotto: 82,19 m ( Lima, 10 agosto 2019)

## Palmarès
| Anno | Manifestazione                   | Sede           | Evento                 | Risultato | Prestazione | Note                                     |
| ---- | -------------------------------- | -------------- | ---------------------- | --------- | ----------- | ---------------------------------------- |
| 2007 | Giochi CARIFTA U20               | Providenciales | Lancio del giavellotto | Oro       | 58,13 m     |                                          |
| 2007 | Campionati panamericani juniores | San Paolo      | Lancio del giavellotto | 4º        | 69,13 m     |                                          |
| 2008 | Campionati CAC                   | Cali           | Lancio del giavellotto | 5º        | 64,53 m     |                                          |
| 2008 | Campionati NACAC under 23        | Toluca         | Lancio del giavellotto | 4º        | 64,27 m     |                                          |
| 2009 | Campionati CAC                   | L'Avana        | Lancio del giavellotto | 9º        | 63,52 m     |                                          |
| 2010 | Giochi CAC                       | Mayagüez       | Lancio del giavellotto | 4º        | 69,52 m     |                                          |
| 2010 | Giochi del Commonwealth          | Nuova Delhi    | Lancio del giavellotto | 9º        | 67,06 m     |                                          |
| 2011 | Campionati CAC                   | Mayagüez       | Lancio del giavellotto | 9º        | 62,03 m     |                                          |
| 2014 | Campionati OECS                  | Basseterre     | Lancio del giavellotto | Bronzo    | 67,11 m     |                                          |
| 2014 | Giochi del Commonwealth          | Glasgow        | Lancio del giavellotto | 16º (q)   | 69,10 m     | Miglior prestazione personale stagionale |
| 2015 | Campionati NACAC                 | San José       | Lancio del giavellotto | Bronzo    | 77,71 m     |                                          |
| 2016 | Campionati OECS                  | Road Town      | Lancio del giavellotto | Oro       | 77,23 m     |                                          |
| 2017 | Campionati OECS                  | Saint George's | Lancio del giavellotto | Argento   | 79,44 m     |                                          |
| 2018 | Giochi CAC                       | Barranquilla   | Lancio del giavellotto | 7º        | 73,56 m     |                                          |
| 2018 | Giochi del Commonwealth          | Gold Coast     | Lancio del giavellotto | 9º        | 73,87 m     |                                          |
| 2019 | Giochi panamericani              | Lima           | Lancio del giavellotto | Bronzo    | 82,19 m     | Record nazionale                         |
| 2019 | Mondiali                         | Doha           | Lancio del giavellotto | 29º (q)   | 73,91 m     |                                          |
| 2023 | Giochi CAC                       | San Salvador   | Lancio del giavellotto | 8º        | 72,17 m     |                                          |